# Eria carnosissima
Eria carnosissima är en orkidéart som beskrevs av Oakes Ames och Charles Schweinfurth. Eria carnosissima ingår i släktet Eria och familjen orkidéer. Inga underarter finns listade i Catalogue of Life.